# Inicijalna singularnost
Inicijalna singularnost je singularnost koju su neki modeli teorije Velikog praska predvideli da je postojala pre Velikog praska. Trenutak neposredno nakon početnog singulariteta deo je Plankove epohe, najranijeg vremenskog perioda u istoriji našeg univerzuma.

## Tradicionalni modeli univerzuma
Upotreba samo opšte teorije relativnosti za predviđanje onoga što se dogodilo na počecima univerzuma je žestoko kritikovana, pošto kvantna mehanika postaje značajan faktor u visokoenergetskom okruženju najranijeg svemira, i opšta relativnost sama po sebi ne uspeva da proizvede tačna predviđanja. Kao odgovor na netačnost razmatranja samo opšte teorije relativnosti, kao u tradicionalnom modelu Velikog praska, predložene su alternativne teorijske formulacije za početak univerzuma, uključujući model zasnovan na teoriji struna u kojem su se dve brane, ogromne membrane mnogo veće od univerzuma, sudarile, stvarajući masu i energiju.
Iako ne postoje direktni dokazi za singularitet beskonačne gustine, kosmička mikrotalasna pozadina je dokaz da se univerzum proširio iz veoma vrućeg, gustog stanja.

## Alternative singularnosti
Kao rezultat problema koje je stvorila kvantna mehanika, predloženi su različiti novi modeli onoga što je prethodilo i izazvalo Veliki prasak. Jedan model, koji koristi kvantnu gravitaciju petlje, ima za cilj da objasni početke univerzuma kroz seriju velikih odskoka, u kojima kvantne fluktuacije uzrokuju širenje univerzuma. Ova upotreba kvantne gravitacije petlje takođe predviđa ciklični model univerzuma, pri čemu se novi univerzum stvara nakon što se stari uništi, svaki sa različitim fizičkim konstantama. Ovi predlozi su kritikovani kao nedosledni u smislu BGV teoreme, međutim njihove modifikacije sa samo jednim odbijanjem (za razliku od cikličnih serija odbijanja) zaobilaze ovaj problem (naročito ako je kontraktujuća faza prazna, tj. kompaktni Miln, i (2+1)-dimenzionalan, zbog inherentne stabilizacijske krutosti vakuuma u ovom slučaju).
Singularnost se takođe izbegava u modelima pojavnog univerzuma.
Druga mogućnost zasnovana na M-teoriji i posmatranju kosmičke mikrotalasne pozadine (CMB) postulira da je univerzum samo jedan od mnogih u multiverzumu, i da je izrastao iz drugog univerzuma (npr. onog koji makroskopski izgleda kao statički prazan prostor) kao rezultat kvantnih fluktuacija poput kvantne pene, za razliku od shvatanja da je naš univerzum sve što postoji.